# Деревская, Александра Аврамовна
Деревская Александра Авраамовна (урождённая Семёнова; 23 апреля (6 мая) 1902, Грозный — 25 мая 1959, Ромны, Сумская область, УССР) — мать-героиня.

## Биография
Родилась в семье рабочего грозненских нефтяных промыслов Авраама Несторовича Семенова.
Окончила 8 классов гимназии и курсы медицинских сестер. В годы гражданской войны в России ухаживала за ранеными белогвардейцами в грозненском госпитале, впоследствии перешла к санитарной части Красной Армии.
В годы Великой Отечественной войны работала директором детского дома в городе Сызрани. Проживая с семьёй в селе Отважное Куйбышевской области, А. Деревская усыновила ещё 15 детей из детских домов Ставрополя (ныне Тольятти), эвакуированных из Ленинграда. По окончании войны вместе с семьей переехала на Украину, в город Ромны Сумской области, где проживала до самой смерти в 1959 году.
Начиная с 1920-х годов Александра и Емельян Деревские усыновили 65 детей, 48 из которых воспитали до совершеннолетия.

## Награды и почетные звания
Заслуги А. А. Деревской в СССР были отмечены орденом Трудового Красного Знамени, медалью «За доблестный труд в годы Великой Отечественной войны».
Указом Президиума Верховного Совета СССР от 20 марта 1974 года ей присвоено почетное звание «Мать-героиня» (посмертно).

## Память
К 80-летию со дня рождения матери-героини перед Роменской школой-интернатом имени А. А. Деревской открыт Памятник (архитектор А. Сипко, скульптор А. Миненко).
В 1996 году Министерством связи Украины выпущен художественный конверт, посвященный Александре Деревской с изображением памятника ей.
Также ее именем названы одна из малых планет и улица в Ромнах.
В 2008 году в городе Тольятти появилась улица семьи Деревских.
Бывший детский дом в Ромнах реорганизован в школу-интернат имени А. А. Деревской. Ныне здесь учатся и воспитываются дети-сироты и дети из малообеспеченных семей. В школе работал музей Матери-героини Александры Деревской, которому присвоено звание «Народный музей» (Постановление коллегии Управления культуры Сумской облгосадминистрации №9 от 24.09.2004 г.). В 2018 году музей А. А. Деревськой в Ромнах утратил звание «Народный музей» и был снят с учета как прекративший деятельность (Приказ Управления культуры Сумской областной государственной администрации №195-ОД от 22.12.2018 г.).

## Кинематограф
Документальный фильм «Роменская мадонна», снятый режиссером А. Слюсаренко, на Международном фестивале в Лейпциге занял первое место и был удостоен премии «Золотой голубь».
На киностудии имени А. Довженко режиссером Ю. Ильенко в 1976 году снят художественный фильм о семье Деревских «Праздник печеной картошки».